# 364P/PANSTARRS
Pour les articles homonymes, voir Comète PANSTARRS.
364P/PANSTARRS est une comète périodique découverte le 6 août 2013 par le programme de relevé astronomique Pan-STARRS.